# Orchestre philharmonique de Louisiane
L'Orchestre philharmonique de Louisiane (Louisiana Philharmonic Orchestra en anglais) est un orchestre symphonique américain basé à La Nouvelle-Orléans, créé en 1991.

## Historique
L'Orchestre philharmonique de Louisiane est un orchestre symphonique américain dont l'histoire remonte à la fondation en 1936 du New Orleans Civic Symphony Orchestra.
En 1940, la formation prend le nom de New Orleans Symphony Association, avant de devenir en 1951 New Orleans Philharmonic Symphony (Orchestre philharmonique de La Nouvelle-Orléans), puis New Orleans Symphony (Orchestre symphonique de La Nouvelle-Orléans) au milieu des années quatre-vingt.
En 1991, à la suite de la faillite de cette dernière institution, lui succède l'Orchestre philharmonique de Louisiane, fondé sur un modèle de gestion collective des musiciens,,.
En 2023, Matthew Kraemer est nommé directeur musical de l'orchestre,.

## Chefs permanents
Comme chefs permanents de l'orchestre se sont succédé depuis l'origine :
- Arthur Zack (1936-1939) ;
- Ole Windingstad (en) (1939-1944) ;
- Massimo Freccia (1944-1952) ;
- Alexander Hillsberg (1952-1961) ;
- Werner Torkanowsky (1962-1977) ;
- Leonard Slatkin (1977-1980) ;
- Philippe Entremont (1980-1986) ;
- Maxime Chostakovitch (1986-1991) ;
- Klauspeter Seibel (en) (1995-2006) ;
- Carlos Miguel Prieto (en) (2006-2023) ;
- Matthew Kraemer (2023[3]-).

## Créations
L'Orchestre philharmonique de Louisiane est le créateur de plusieurs œuvres, de Leonardo Balada (Guernica, 1967), Howard Hanson (Summer Seascape, 1959), Alan Hovhaness (Symphonie no 11, 1970), Darius Milhaud (Musique pour La Nouvelle-Orléans, 1968) et Gunther Schuller (American Triptych, 1965 ; Concerto pour alto, 1985), notamment.